# 滴り落ちる時計たちの波紋
『滴り落ちる時計たちの波紋』（したたりおちるとけいたちのはもん）は、平野啓一郎の短編小説集。

## 収録作

### くしゃみ
作者が頻繁に口にする「死の訪れの正確な推測の不可能性」が主題である。〈ひどくひ弱な男〉は、30年か生きてきてくしゃみを一回しかした事が無かった男。くしゃみで自分が壊れてしまうかもしれないと心配していた。

### 最後の変身
フランツ・カフカの『変身』に自らの境遇を重ねる青年の独白を通じ、ロスジェネ世代の苦悩を描いた。